# زنان در اروپا
سیر تکامل و تاریخ زنان اروپایی با تکامل و تاریخ خود اروپا منطبق است. حدود ۵۱٫۲ درصد از جمعیت اتحادیه اروپا در سال ۲۰۱۰ را زنان تشکیل می‌دهند که در ژانویه ۲۰۱۱، جمعیت اتحادیه اروپا ۵۰۲٬۱۲۲٬۷۵۰ نفر بود.

## تاریخ
پس از به دست آوردن حق رای در سیاست آلمان در سال ۱۹۱۹، زنان آلمانی شروع به ایفای نقش‌های فعال در پست‌هایی کردند که معمولاً فقط توسط مردان آلمانی انجام می‌شد. پس از پایان جنگ جهانی دوم، آنها را به عنوان Trümmerfrauen یا "زنان آوار " نامیدند، زیرا آنها از "مجروحان، دفن مردگان، اموال نجات یافته" مراقبت می‌کردند و آنها در وظیفه سخت بازسازی جنگ- شرکت می‌کردند.

## نقش‌های سنتی

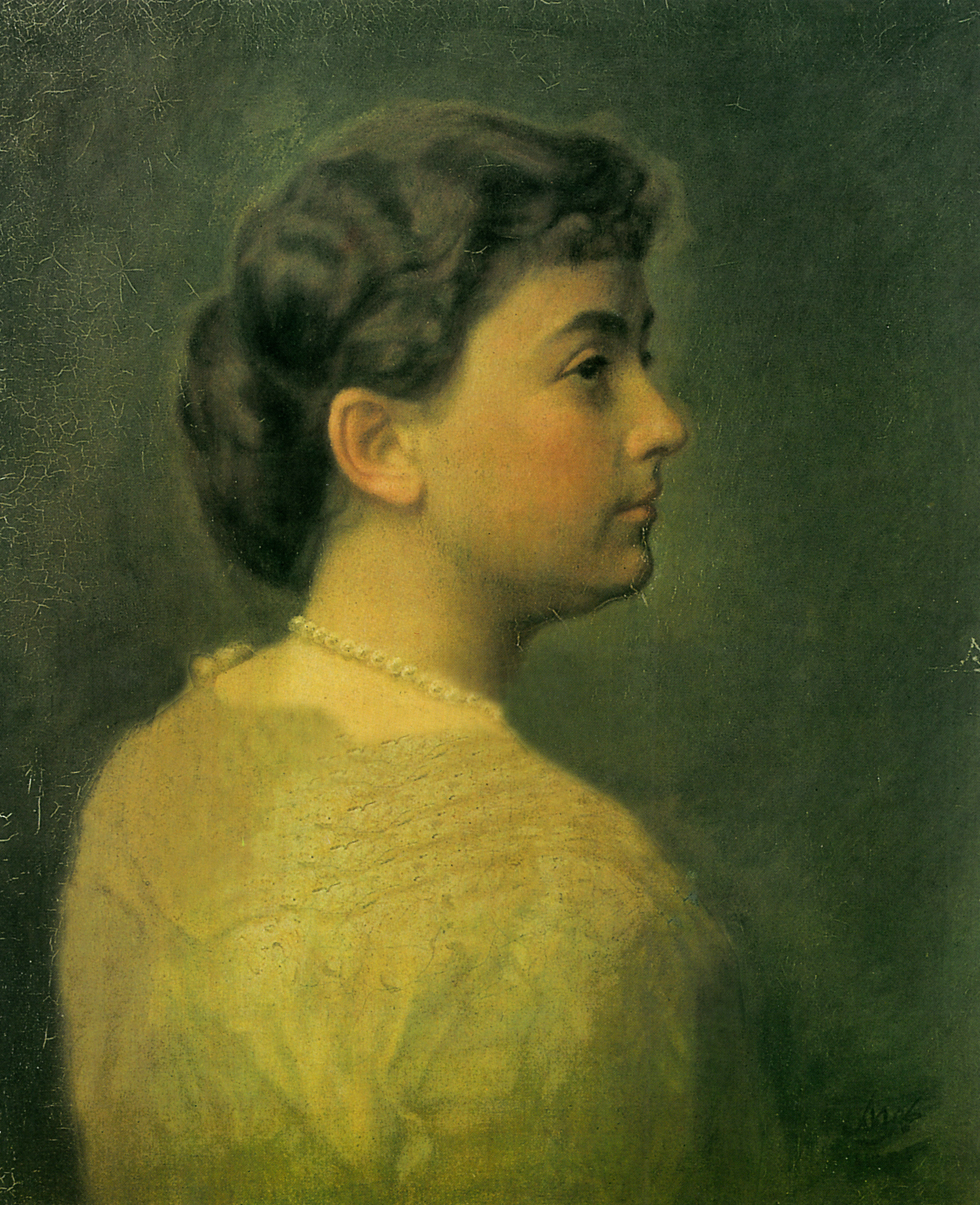
نقاشی نیم‌رخ یک زن اروپایی اثر کمال‌الملک

زنان آلبانیایی در یک جامعه محافظه کار و مردسالار زندگی می‌کنند. در چنین جامعه سنتی، زنان آلبانی در جوامعی که به «تسلط مردانه» اعتقاد دارند، نقش‌های فرعی دارند. علیرغم ورود دموکراسی و پذیرش اقتصاد بازار آزاد در آلبانی، پس از دوره تحت رهبری حزب کمونیست کار است. بر اساس قانون ۵۰۰ ساله Leke Dukagjini، یک آیین رفتار سنتی، نقش اصلی زنان آلبانیایی مراقبت از کودکان و مراقبت از خانه است.
با توجه به ماهیت مردسالارانه فرهنگ و جامعه سنتی ارمنستان، از زنان در ارمنستان اغلب انتظار می‌رود که با فضیلت و فرمانبردار باشند، از باکرگی خود تا زمان ازدواج محافظت کنند و در درجه اول وظایف خانگی را بر عهده بگیرند.
هنجارهای اجتماعی سنتی در آذربایجان و توسعه اقتصادی عقب مانده در مناطق روستایی این کشور همچنان نقش زنان را در اقتصاد محدود می‌کند و گزارش‌هایی وجود دارد که زنان در اعمال حقوق قانونی خود به دلیل تبعیض جنسیتی با مشکل مواجه هستند.
تاریخچه، خصوصیات، تکامل و شجره نامه زنان امروزی در جمهوری چک را می‌توان از قرن‌ها قبل از تأسیس کشوری که اکنون به نام جمهوری چک شناخته می‌شود، ردیابی کرد. آنها از مهاجران اسلاو اجدادی سرچشمه گرفته‌اند که اقتصادی داشتند که اساساً مبتنی بر کشاورزی بود.
در برخی از بخش‌های ایتالیا، زنان هنوز به عنوان زنان خانه‌دار و مادری کلیشه‌ای تصور می‌شوند که در حقیقت بیکاری زنان بالاتر از میانگین اتحادیه اروپا نیز منعکس می‌شود.
شرح اولیه زنان مونته‌نگرو از ستونی در نیویورک تایمز در ۵ نوامبر ۱۸۸۰ آمده‌است.
سنت سوئیسی نیز زنان را تحت اقتدار پدران و شوهرانشان قرار می‌دهد.

## ترویج برابری جنسیتی
از نظر قانونی، زنان در آندورا از حقوق مساوی بر اساس قوانین پادشاهی آندورا برخوردارند. آندورا در دادن حقوق قانونی به زنان کند بود: حق رای زنان تنها در سال ۱۹۷۰ به دست آمد. با این حال، در سال‌های اخیر، زنان پیشرفت چشمگیری داشته‌اند. از نظر سیاسی، زنان آندورا در انتخابات پارلمانی کشورشان در سال ۲۰۱۱ ۱۵ کرسی به دست آوردند. به همین دلیل، آندورا اولین کشور در اروپا و دومین کشوری در سطح بین‌المللی بود که «اکثریت قانونگذاران زن» را انتخاب کرد.
تضمین فرصت‌های برابر در محل کار برای زنان ممکن است ۱۶۰ تریلیون دلار ارزش داشته باشد.

### زنان در محل کار
زنان بلژیکی نسل به نسل می‌توانند به اصطلاح «شکاف جنسیتی شغلی» را از بین ببرند. در نسل‌های جوان به دلیل افزایش در دسترس بودن «شغل پاره وقت در خدمات» برای زنان است. در سال ۱۹۹۹، متوسط درآمد یک زن بلژیکی ۹۱ درصد حقوق یک مرد بلژیکی بود. زنان بلژیکی وقتی مشاغل پاره وقت را انجام نمی‌دهند، بسته به توافق بین شرکای زن و مرد، همچنان «بیشتر کارهای خانگی را انجام می‌دهند».
زنان در هلند هنوز در مورد چگونگی بهبود عدم تعادل‌ها و بی عدالتی‌هایی که به عنوان زنان با آن مواجه هستند، بحث آزاد دارند. به ویژه مشارکت کم زنان در مشاغل تمام وقت یک موضوع سیاسی است. در سال ۲۰۱۲، ۷۶٫۹ درصد از زنان شاغل به صورت پاره وقت کار می‌کردند که بسیار بالاتر از میانگین اتحادیه اروپا که ۳۲٫۱ درصد است.
بر اساس یک نظرسنجی از کارمندان حمل و نقل اروپایی، گزارش ۲۰۱۹ دربارهٔ خشونت علیه زنان در محل کار شواهدی از سطوح بالای خشونت علیه زنان در محل کار در سراسر اروپا را آشکار می‌کند. ۲۵ درصد از زنانی که در نظرسنجی شرکت کردند احساس کردند که خشونت علیه زنان یک اتفاق رایج در صنعت حمل و نقل است و ۲۶ درصد می‌گویند که آزار و اذیت در صنعت حمل و نقل «بخشی از کار» محسوب می‌شود.
در سطح اروپا، ۶۷ درصد از زنان در حال حاضر شاغل هستند، در مقایسه با ۷۹ درصد مردان، که ۱۲ درصد شکاف جنسیتی را نشان می‌دهد. تنها ۲۲ درصد از نیروی کار حمل و نقل را زنان تشکیل می‌دهند که اکثریت آنها در مشاغل اداری و کمتر از ۵ درصد به عنوان خلبان، ملوان، یا راننده راه‌آهن یا قطار کار می‌کنند. به عنوان مثال، در اندلس، زنان حدود ۱۷ درصد از نیروی کار حمل و نقل زمینی را تشکیل می‌دهند.

### آموزش
در زمینه آموزش، زنان در ایتالیا نتایج بسیار مطلوبی دارند و عمدتاً در تحصیلات متوسطه و عالی برتری دارند. از زمان معجزه اقتصادی ایتالیا، نرخ باسوادی زنان و اشتراک دانشگاه به‌طور چشمگیری در ایتالیا افزایش یافته‌است. زنان در ایتالیا ۹۸ درصد باسواد هستند، تحصیلات پایه دارند و اغلب به دانشگاه می‌روند. ۶۰ درصد از فارغ‌التحصیلان دانشگاه‌های ایتالیا زن هستند و زنان در تمام موضوعات دانشگاهی، از جمله ریاضیات، فناوری اطلاعات و سایر حوزه‌های فناوری که معمولاً توسط مردان اشغال می‌شود، به‌طور عالی حضور دارند.

### کسب و کار

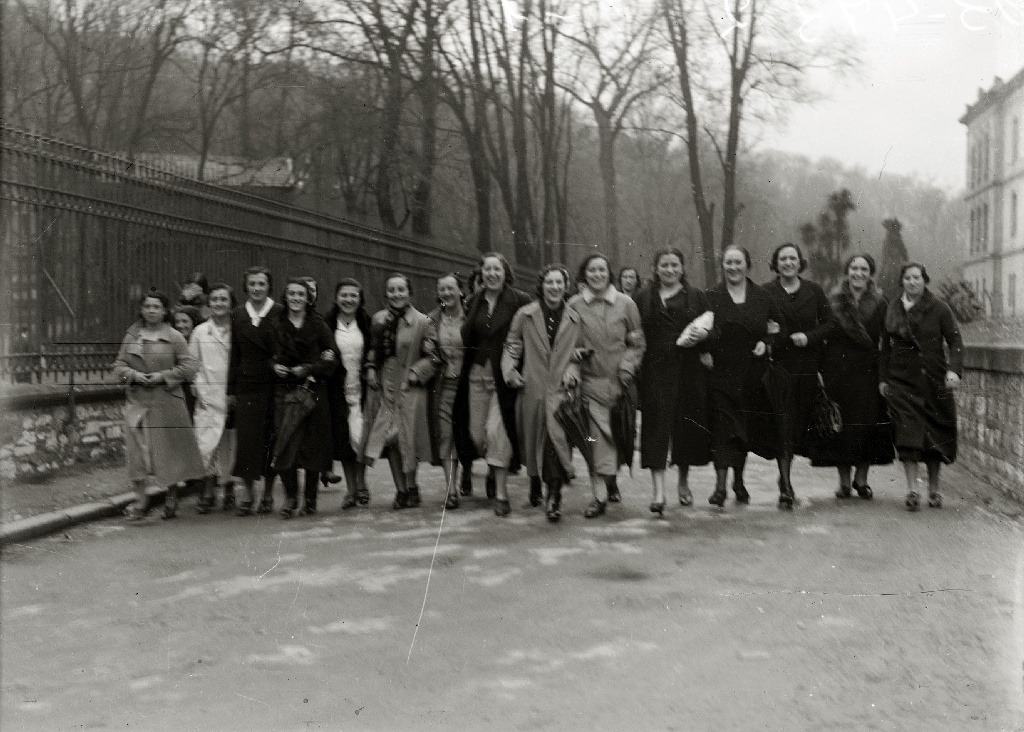
کارکنان کارخانه سیگار (Tabakalera) در مقابل تأسیسات، سان سباستیان، کشور باسک. (۱۹۳۶)

زنان به‌طور کلی در تامین مالی ریسک پذیر کمتر حضور دارند. زنان هنگام راه‌اندازی یک کسب‌وکار برای جمع‌آوری سرمایه مشکل‌تری دارند. در سال ۲۰۲۱، کارآفرینان زن تنها ۱ درصد از تأمین مالی سرمایه‌گذاری خطرپذیر را دریافت کردند. به عنوان مقایسه، کارآفرینان زن در ایالات متحده ۲٪ از کل صندوق‌های سرمایه‌گذاری خطرپذیر را در سال ۲۰۲۱ دریافت کردند که کمترین سهم از سال ۲۰۱۶ است.
طبق مطالعات فرانسوی، ۱۰ درصد از زنان کارآفرین به دنبال کمک مالی از بانک‌ها هستند که حدود یک سوم کمتر از کارآفرینان مرد است. تلاش‌های ملی مانند اینترپرایس ایرلند، مرکز توسعه فناوری صنعتی در اسپانیا، و گروه بی‌پی‌آی در مراحل اولیه به شرکت‌های تحت مالکیت زنان کمک مالی می‌کنند، اما هیچ تضمینی وجود ندارد که این سرمایه‌ها با توسعه شرکت ادامه پیدا کنند.
اروپا همچنان از نظر نسبت سرمایه‌گذاری خطرپذیر و سایر سرمایه‌گذاری‌های خصوصی که به سمت زنان هدایت می‌شود، از سایر مناطق بین‌المللی عقب‌تر است. کارآفرینان زن در اروپا نادر هستند. نرخ فعالیت کارآفرینی در میان زنان اروپایی پایین است، ۵٫۷٪، در مقایسه با میانگین جهانی 11%. علیرغم اینکه زنان بیش از نیمی از جمعیت را تشکیل می‌دهند کمتر از یک سوم کل کارآفرینان را تشکیل می‌دهند. کسب‌وکارهایی که توسط زنان تأسیس شده‌اند، دو برابر درآمد هر یورو سرمایه‌گذاری شده، حتی در حالی که کمتر از نیمی از سرمایه‌گذاری خطرپذیر همتایان مرد خود را به دست می‌آورند، تولید می‌کنند.
تنوع در راس کسب و کارها عملکرد مالی را نیز افزایش می‌دهد. کسب‌وکارهایی با مشارکت بالای زنان در هیئت‌مدیره‌شان ۲۸ درصد از رقبای خود بهتر عمل می‌کنند، در حالی که شرکت‌هایی با تیم‌های اجرایی متفاوت از جنسیت ۲۵ درصد عملکرد بهتری دارند.
در سال ۲۰۲۱، اروپا رکورد خروج موفقیت‌آمیز - عرضه اولیه عمومی سهام، خرید یا خرید - از شرکت‌های زنانه را داشت.

## آزار جنسی و خشونت مبتنی بر جنسیت
از جمله مشکلاتی که در حال حاضر با زنان آندورا روبرو هستند، وجود خشونت علیه آنها، نبود ادارات دولتی که به مسائل مربوط به زنان رسیدگی می‌کنند، و عدم وجود سرپناه برای زنان آسیب دیده که توسط دولت آندورا مدیریت می‌شود، می‌باشد.
ارمنستان با مشکل سقط جنین بر اساس جنسیت مواجه است.
اکثر حدود ۴۵ درصد از جمعیت اوکراین (۴۵ میلیون) که از خشونت – فیزیکی، جنسی یا روانی – رنج می‌برند، زنان هستند.

### کشورهای مستقل
- زنان در آلبانی
- زنان در آلمان
- زنان در آندورا
- زنان در اتریش
- زنان در ارمنستان
- زنان در اسپانیا
- زنان در استونی
- زنان در اسلواکی
- زنان در اسلوونی
- زنان در اوکراین
- زنان در ایتالیا
- زنان در ایسلند
- زنان در بریتانیا
  - زنان در اسکاتلند
  - زنان در انگلستان
  - زنان در ایرلند شمالی
  - زنان در ولز
- زنان در بلاروس
- زنان در بلژیک
- زنان در بلغارستان
- زنان در بوسنی و هرزگوین
- زنان در پرتغال
- زنان در ترکیه
- زنان در جمهوری آذربایجان
- زنان در جمهوری ایرلند
- زنان در جمهوری چک
- زنان در دانمارک
- زنان در روسیه
- زنان در رومانی
- زنان در سن مارینو
- زنان در سوئد
- زنان در سوئیس
- زنان در شهر واتیکان
- زنان در صربستان
- زنان در فرانسه
- زنان در فنلاند
- زنان در قبرس
- زنان در قزاقستان
- زنان در کرواسی
- زنان در گرجستان
- زنان در لتونی
- زنان در لوکزامبورگ
- زنان در لهستان
- زنان در لیتوانی
- زنان در لیختن اشتاین
- زنان در مالت
- زنان در مجارستان
- زنان در مقدونیه شمالی
- زنان در مولداوی
- زنان در موناکو
- زنان در مونته‌نگرو
- زنان در نروژ
- زنان در هلند
- زنان در یونان